# Río Negro (departement)
Río Negro is een departement in het westen van Uruguay aan de Uruguay, grenzend aan Argentinië. De hoofdstad van het departement is Fray Bentos.
Het departement heeft een oppervlakte van 9282 km² en heeft 54.765 inwoners (2011). Río Negro ontstond in 1880, toen het werd afgesplitst van Paysandú en is genoemd naar de Río Negro, de rivier die de zuidgrens van het departement bepaalt.
Inwoners van Río Negro worden Río Negrenses genoemd in het Spaans.